# سانوسي بين
سانوسي بين (بالإندونيسية: Sanusi Pane)‏ (14 نوفمبر 1905 - 2 يناير 1968) كاتب أندونيسي وصحفي ومؤرخ. كان نشطاً للغاية في وسائل الإعلام الأدبية، ويشرف على تحرير العديد من المنشورات. وقد وصف أيضا بأنه الواقعي الأكثر أهمية قبل أن تبدأ الثورة الوطنية الإندونيسية.